# Sephena astigma
Sephena astigma är en insektsart som beskrevs av Medler 2000. Sephena astigma ingår i släktet Sephena och familjen Flatidae. Inga underarter finns listade i Catalogue of Life.